# Daoguan
Un daoguan (termine cinese, in sinogrammi 道观; anche solo guan, 观; letteralmente "osservatorio del Tao") è un luogo di culto del Taoismo. Generalmente tradotto come "tempio", la parola daoguan è in realtà una categoria specifica, che comprende sia templi in senso stretto (appartenenti alla tradizione Zhengyi), che monasteri (appartenenti alla tradizione Quanzhen).